# Ouara
Ouara (hay Wara, tiếng Ả Rập: وارا) là thủ đô cũ của Đế quốc Wadai nằm gần Abéché, miền đông Tchad. Thành phố đã bị bỏ hoang kể từ khi các giếng nước của nó cạn khô vào thế kỷ 19. Nằm giữa những ngọn đồi, nơi này vẫn có cung điện, nhà thờ Hồi giáo và bức tường thành đã đổ nát. Những tàn tích này đã được thêm vào Danh sách Dự kiến Di sản Thế giới của UNESCO vào ngày 21 tháng 7 năm 2005, ở hạng mục văn hóa.